# Catada crossodora
Catada crossodora är en fjärilsart som beskrevs av Edward Meyrick. Catada crossodora ingår i släktet Catada och familjen nattflyn. Inga underarter finns listade i Catalogue of Life.